# Стадіон «Дністер» імені Віктора Дукова
Стадіон «Дністе́р» імені В́іктора Ду́кова — стадіон у місті Овідіополь, відкритий у 1989 році. Вміщує 1 500 глядачів. Від дня відкриття до 2011 року був домашнім стадіоном команди «Дністер» (Овідіополь).

## Історія
Стадіон було побудовано у 1989 році під назвою «Дністер». У 2000 році, після смерті овідіопольського чиновника та мецената Віктора Дукова, арену було перейменовано на його честь. Таким чином ця спортивна споруда отримала сучасну назву — стадіон «Дністер» імені Віктора Дукова.
В процесі експлуатації стадіону його було дещо модернізовано (наприклад, встановлено нові пластикові сидіння замість старих дерев'яних), однак спортивна арена все-одно не відповідала вимогам, що висувалися до стадіонів команд першої ліги, де й грав овідіопольський клуб у останні роки свого існування.
30 березня 2011 року президент «Дністра» Андрій Продаєвич зробив офіційну заяву про те, що процес передачі стадіону з комунальної власності до власності клубу завершився невдачею, тож відтепер овідіопольська команда буде проводити свої матчі на стадіоні «Спартак» (Одеса). Згодом ФК «Дністер» було взагалі розформовано та перевезено до Одеси.
Після зникнення професійного футбольного клубу «Дністер» в Овідіополі на стадіоні імені Віктора Дукова почали проводитися лише змагання серед ДЮСШ, ветеранських команд та поєдинки збірної району, а з літа 2013 року стадіон став ще й домашньою ареною новоспеченого футбольного клубу «Реал Фарма», що виступає в 2 лізі.

## Галерея

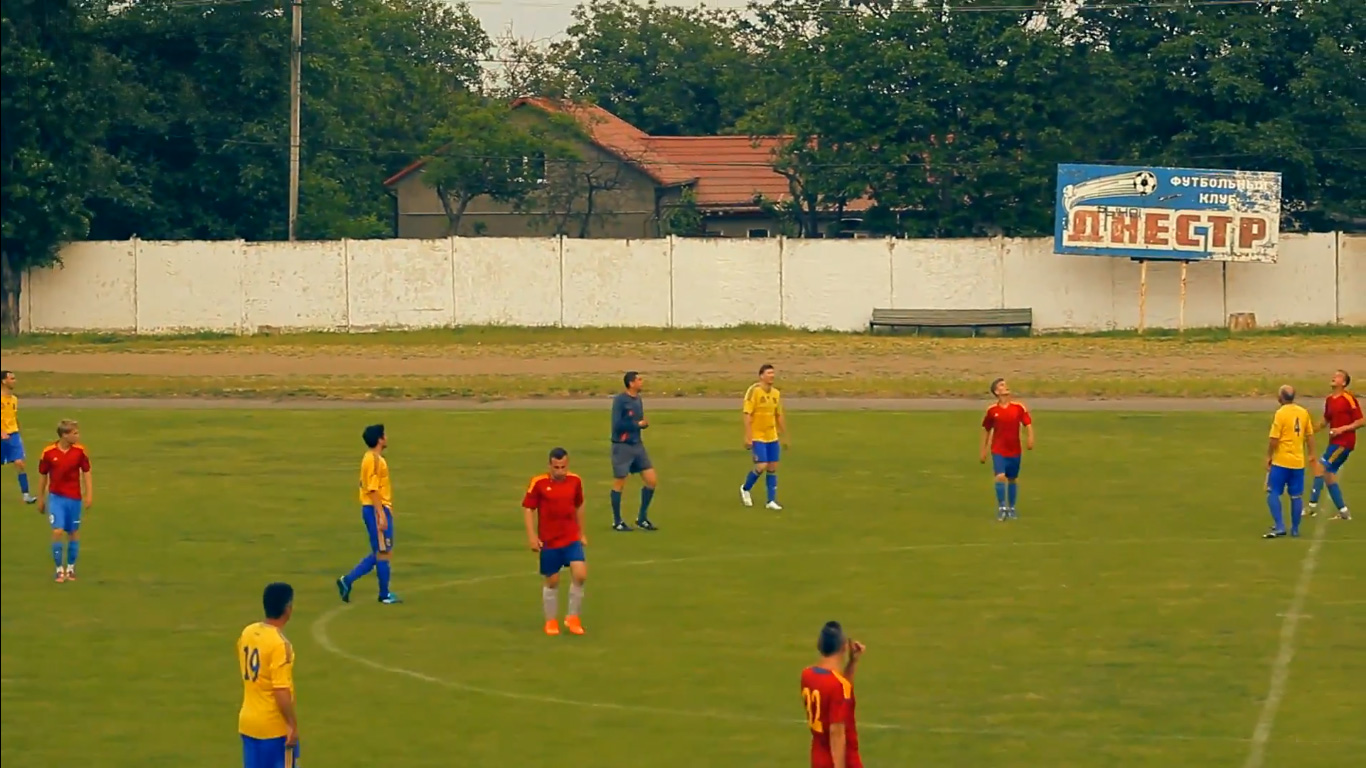
Вигляд на поле з головної трибуни
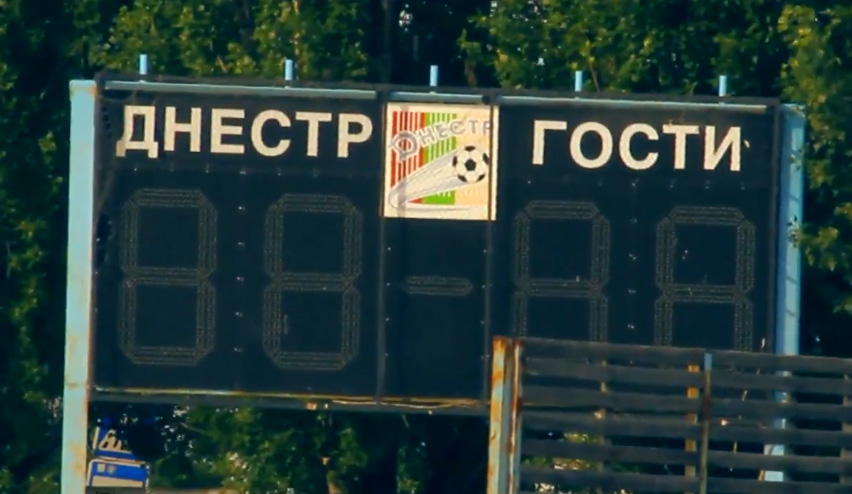
Табло стадіону
Поламані сидіння після матчу з «Чорноморцем»